# Style Mission Revival
Le style Mission Revival (en anglais : Mission Revival Style architecture) est un mouvement architectural qui a émergé dans la fin du XIXe siècle en réinterprétant le style colonial des missions espagnoles de Californie de la fin du XVIIIe siècle et du début du XIXe siècle.
Ce mouvement a connu son apogée entre 1890 et 1915, grâce à de nombreuses structures résidentielles, commerciales et institutionnelles, qui utilisaient ce style architectural facilement reconnaissable.
Ce mouvement a évolué et a donné le style renouveau de l'architecture coloniale espagnole dont le symbole est la Panama–California Exposition.

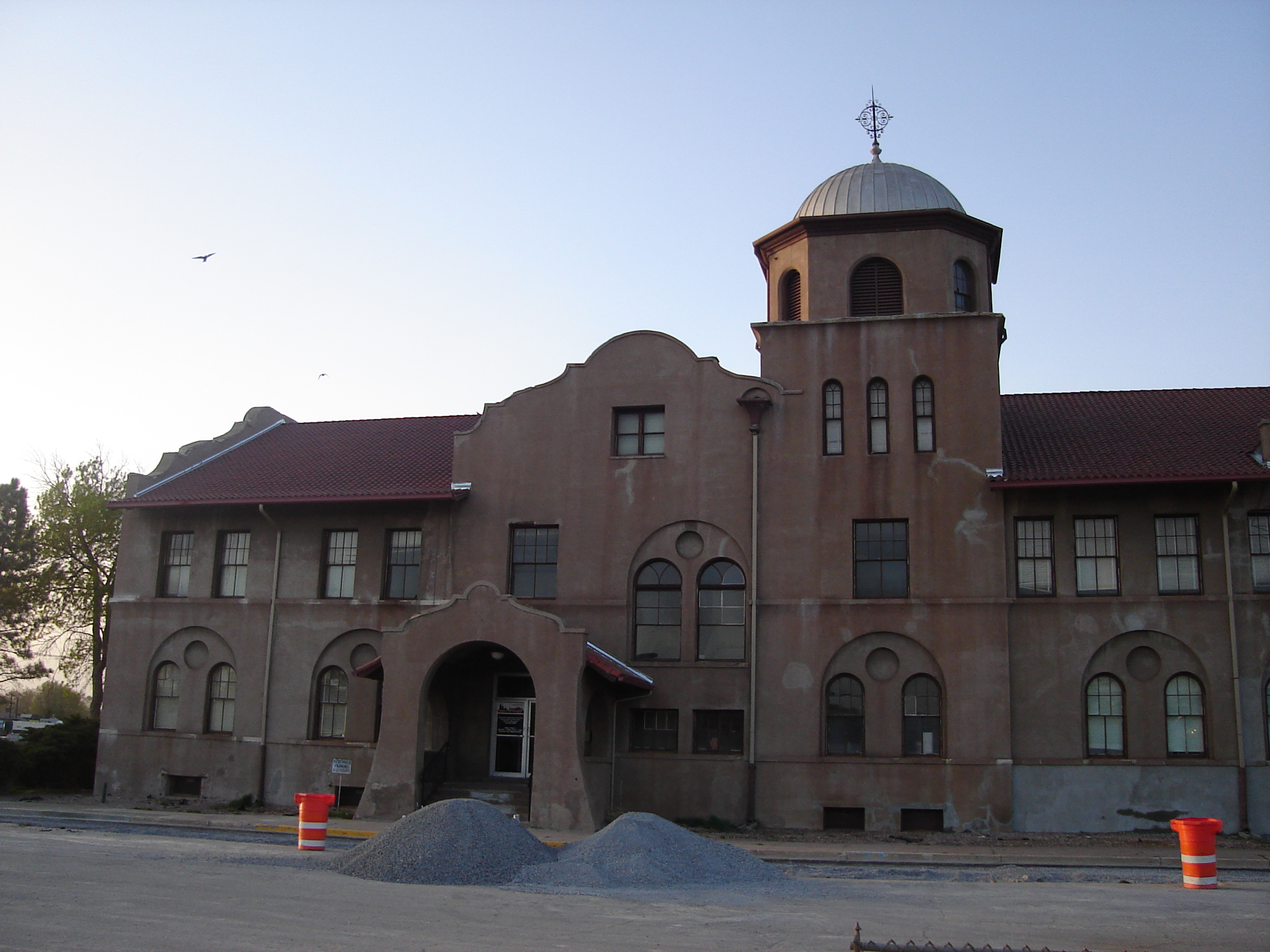
Bâtiment principal du Colorado Fuel and Iron Company Administration Complex.
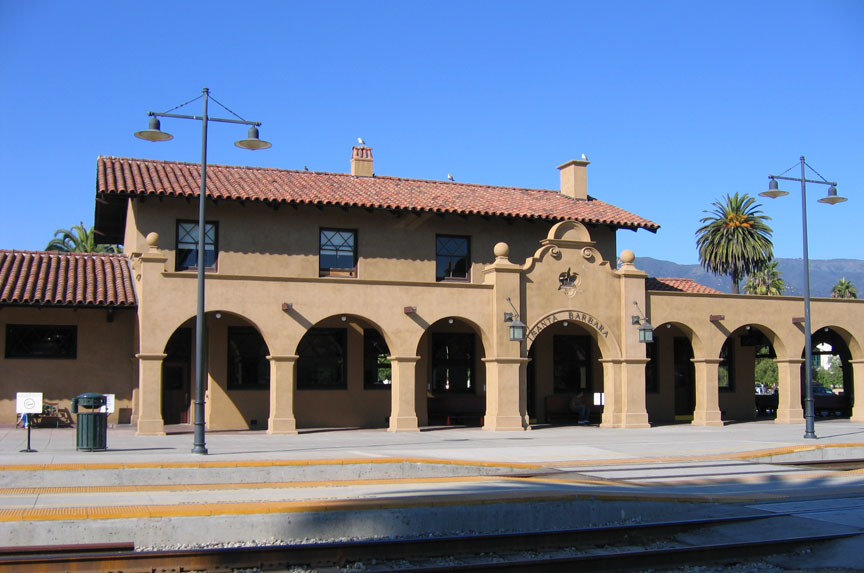
Gare de Santa Barbara (Californie).
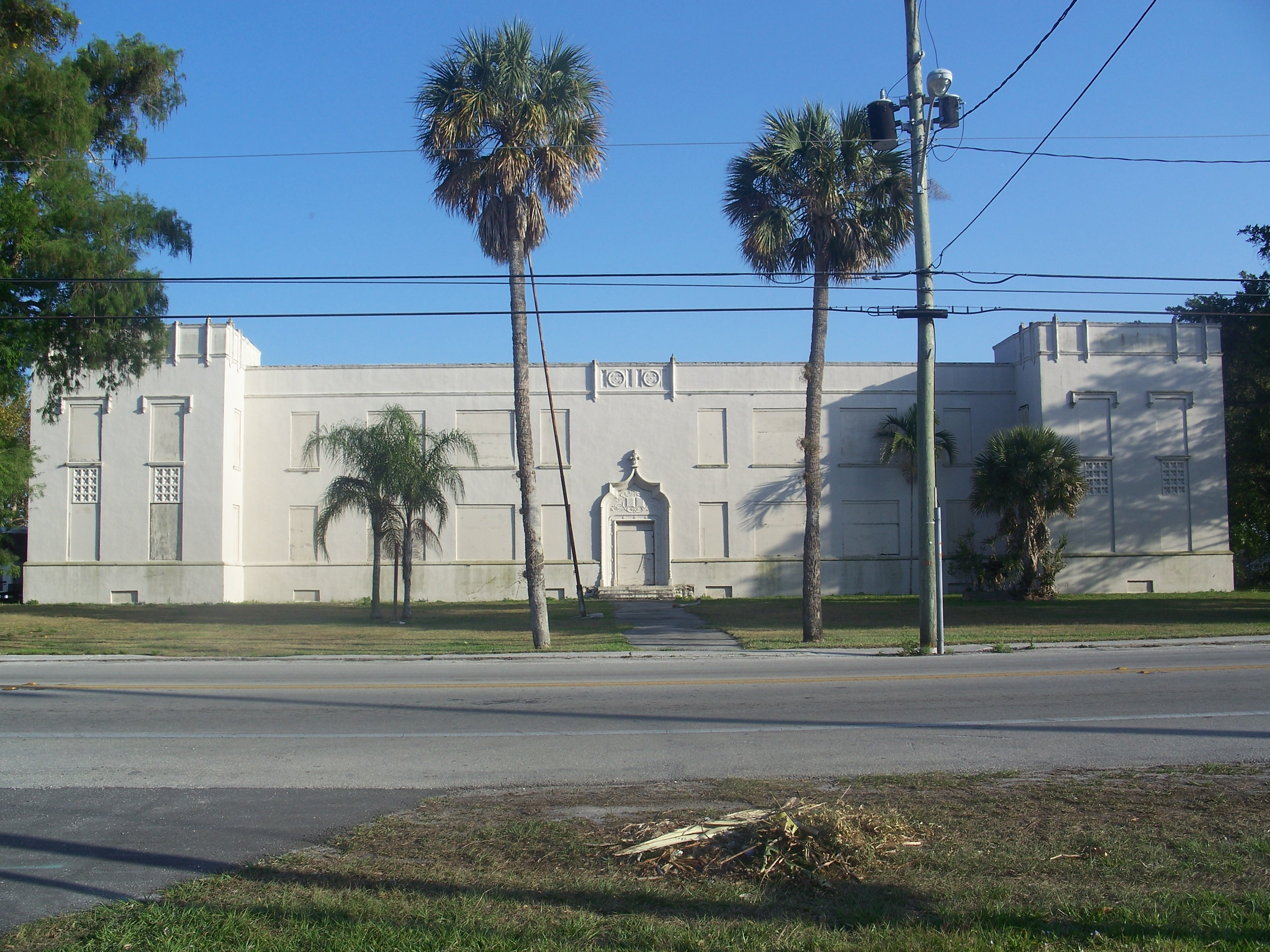
Pahokee High School (Floride).
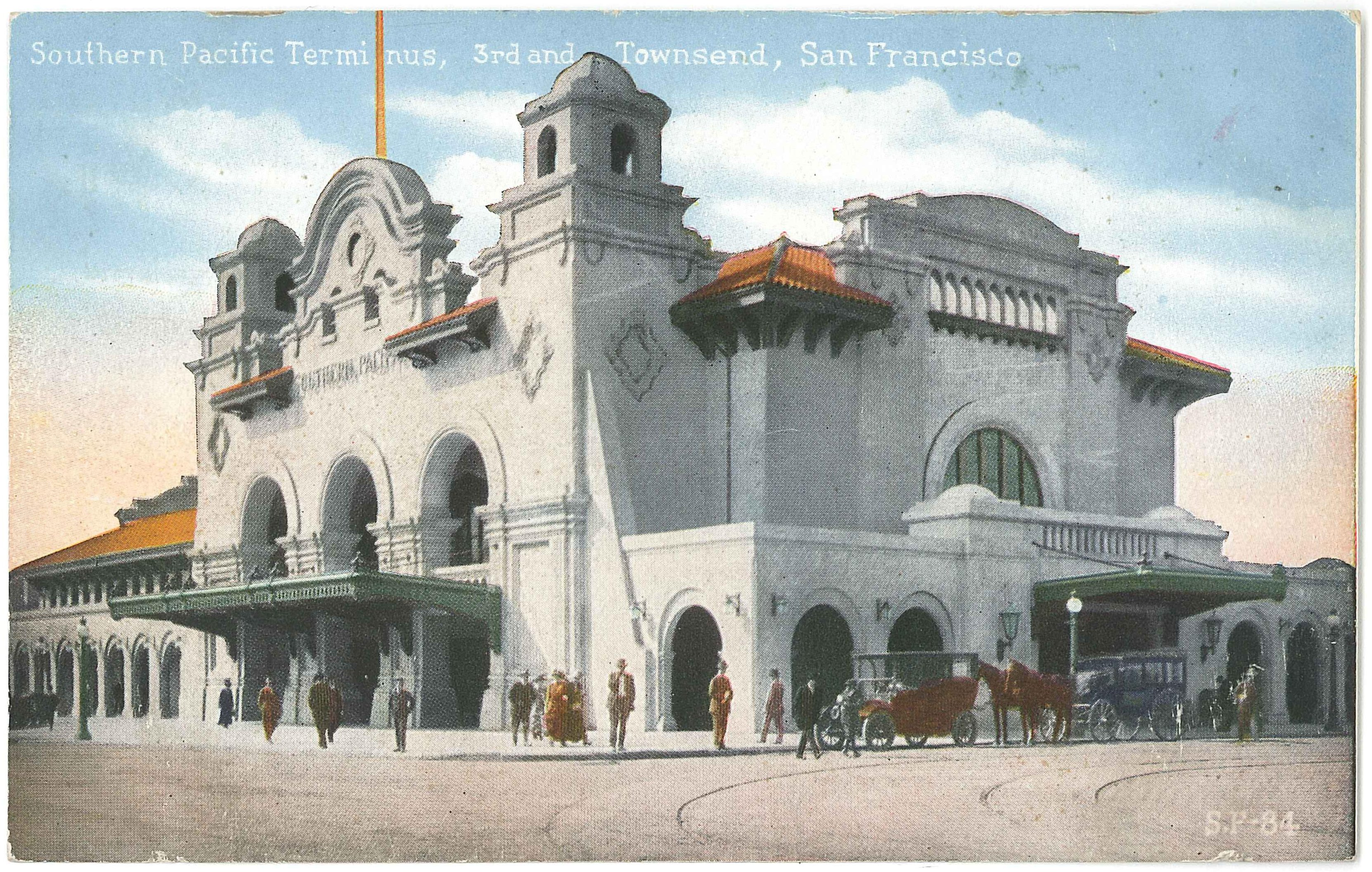
Gare de Third and Townsend Depot (San Francisco, Californie).